# الزينات (سبت الزينات)
الزينات هي إحدى مشيخات المملكة المغربية، تتبع جغرافيا لعمالة طنجة أصيلة وإداريًا لسبت الزينات. يقدر عدد سكانها بـ 4895 نسمة حسب الإحصاء الرسمي للسكان والسكنى لسنة 2004.